# Чепагати
Чепага̀ти (на италиански: Cepagatti, на местен диалект Cipahatte, Чипахате) е град и община в Южна Италия, провинция Пескара, регион Абруцо. Разположен е на 145 m надморска височина. Населението на общината е 10 568 души (към 2013 г.).